# Dysart (Iowa)
Dysart ist eine Kleinstadt (mit dem Status "City") im Tama County im US-amerikanischen Bundesstaat Iowa. Bei der Volkszählung im Jahr 2010 hatte Dysart 1379 Einwohner, deren Zahl sich bis 2013 auf 1376 leicht verringerte. Das U.S. Census Bureau hat bei der Volkszählung 2020 eine Einwohnerzahl von 1.281 ermittelt.

## Geografie
Dysart liegt im mittleren Osten Iowas, rund 170 km westlich des Mississippi, der die Grenze zu Illinois bildet. Die Grenze Iowas zu Minnesota verläuft rund 150 km nördlich; die Nordgrenze Missouris befindet sich rund 190 km südlich.
Die geografischen Koordinaten von Dysart sind 42°10′18″ nördlicher Breite und 92°18′23″ westlicher Länge. Die Stadt erstreckt sich über eine Fläche von 3,24 km² und bildet das Zentrum der Clark Township.
Nachbarorte von Dysart sind La Porte City (24,9 km nordöstlich), Vinton (26,4 km östlich), Garrison (16,5 km ostsüdöstlich), Elberon (20,5 km südlich), Clutier (18,2 km südwestlich) und Traer (14,6 km westnordwestlich).
Die nächstgelegenen größeren Städte sind Waterloo (37,7 km nördlich), Rochester in Minnesota (219 km in der gleichen Richtung), Dubuque an der Schnittstelle der Staaten Iowa, Wisconsin und Illinois (164 km ostnordöstlich), Wisconsins Hauptstadt Madison (314 km in der gleichen Richtung), Rockford in Illinois (321 km östlich), Chicago in Illinois (445 km in der gleichen Richtung), Cedar Rapids (74 km ostsüdöstlich), die Quad Cities in Iowa und Illinois (198 km in der gleichen Richtung), Iowas frühere Hauptstadt Iowa City (115 km südöstlich), St. Louis (523 km südsüdöstlich), Columbia in Missouri (397 km südlich), Kansas City in Missouri (459 km südsüdwestlich), Iowas Hauptstadt Des Moines (157 km westsüdwestlich), Nebraskas größte Stadt Omaha (379 km westsüdwestlich), Sioux City (375 km westlich) und die Twin Cities (Minneapolis und St. Paul) in Minnesota (369 km nordnordwestlich).

## Verkehr
Am nordöstlichen Stadtrand von Dysart treffen die Iowa Highways 8 und 21 zusammen. Alle weiteren Straßen sind untergeordnete Landstraßen, teils unbefestigte Fahrwege sowie innerörtliche Verbindungsstraßen.
Mit dem Traer Municipal Airport befindet sich 16 km westnordwestlich ein kleiner Flugplatz für die Allgemeine Luftfahrt. Die nächsten Verkehrsflughäfen sind der Waterloo Regional Airport (47 km nördlich), der Eastern Iowa Airport von Cedar Rapids (79 km südöstlich) und der Des Moines International Airport (166 km westsüdwestlich).

## Geschichte
Nachdem sich Joseph Dysart 1863 auf seiner Farm auf dem heutigen Stadtgebiet angesiedelt hatte, entstand im Jahr 1873 mit dem Bau einer Eisenbahnstrecke der damaligen Burlington, Cedar Rapids and Northern Railway die nach ihm benannte Siedlung. Im Jahr 1881 wurde der Ort als selbstständige Kommune inkorporiert.

## Bevölkerung
Nach der Volkszählung im Jahr 2010 lebten in Dysart 1379 Menschen in 544 Haushalten. Die Bevölkerungsdichte betrug 425,6 Einwohner pro Quadratkilometer. In den 544 Haushalten lebten statistisch je 2,47 Personen.
Ethnisch betrachtet setzte sich die Bevölkerung zusammen aus 97,6 Prozent Weißen, 0,5 Prozent Afroamerikanern, 0,1 Prozent amerikanischen Ureinwohnern, 0,2 Prozent Asiaten sowie 0,4 Prozent aus anderen ethnischen Gruppen; 1,2 Prozent stammten von zwei oder mehr Ethnien ab. Unabhängig von der ethnischen Zugehörigkeit waren 1,5 Prozent der Bevölkerung spanischer oder lateinamerikanischer Abstammung.
26,0 Prozent der Bevölkerung waren unter 18 Jahre alt, 52,6 Prozent waren zwischen 18 und 64 und 21,4 Prozent waren 65 Jahre oder älter. 51,7 Prozent der Bevölkerung waren weiblich.
Das mittlere jährliche Einkommen eines Haushalts lag bei 52.557 USD. Das Pro-Kopf-Einkommen betrug 23.385 USD. 7,4 Prozent der Einwohner lebten unterhalb der Armutsgrenze.

## Bekannte Bewohner
- Joseph Dysart (1820–1893) – neunter Vizegouverneur von Iowa (1874–1876) – Gründer von Dysart